# Rellotge automàtic

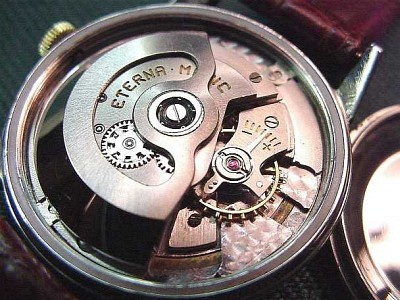
dispositiu rellotge automàtic

Un rellotge automàtic  és, bàsicament, un rellotge mecànic que té la capacitat de donar-se corda a si mateix amb el moviment del braç del seu propietari, cosa que fa innecessària l'operació manual de donar corda.
Això és possible gràcies a un rotor que gira al voltant d'un pivot, que, mitjançant l'oscil·lació del braç en moviment, actua sobre el mecanisme de càrrega de la molla.
Cada mecanisme s'anomena "calibre": de la precisió de la construcció depèn d'una bona funcionalitat i, per tant, la major precisió.
En el cas dels rellotges de corda automàtica, el ressort està constantment amb la mateixa tensió i, com a conseqüència proporciona una sortida de força constant per al moviment.
A part d'una precisió més alta, els rellotges automàtics tenen l'avantatge de ser molt més propensos a l'estanquitat contra la pols i la humitat: el fet de no haver de donar corda al mecanisme diàriament a través de la corona, permet mantenir la qualitat segells i, per tant, protegir el rellotge dels agents externs.
Els primers a inventar un moviment automàtic van ser Abraham-Louis Perrelet i Abraham-Louis Breguet, però no van aconseguir una prou gran difusió fins al Harwood automàtic.
Actualment en el mercat hi ha moltes grandàries, des de les més comercials a molt buscats a causa de complicacions de la muntanya. Entre els més populars hi els de les marques Miyota, ETA i Seiko.